# Aeroportul Auckland
Aeroportul Auckland (IATA: AKL, ICAO: NZAA) este un aeroport din Auckland⁠(d), Noua Zeelandă ce deservește zona Auckland. Aeroportul a fost tranzitat în decembrie 2022 de 1.489.455 de pasageri. A fost deschis în 1928 și numit după zona deservită.
Situat la o altitudine de 7 m, aeroportul dispune de 1 pistă.

## Infrastructură

### Piste
Aeroportul dispune de o singură pistă. Pista 05R/23L are suprafața de beton și dimensiunile 3.635 m × 45 m. 

### Terminale
Aerogara are în componență 2 terminale, Auckland Airport International Terminal⁠(d) și Auckland Airport Domestic Terminal⁠(d). 